# حمود الشوفي
حمود الشوفي سياسي سوري ومعروف في معظمه لفترة قصيرة كأمين إقليمي للقيادة الإقليمية للفرع الإقليمي السوري لحزب البعث العربي الاشتراكي في أوائل عقد 1960.

## السيرة الذاتية
لا يعرف الكثير عن الشوفي قبل انتخابه رئيسا لمكتب المنظمة للقيادة الإقليمية للحزب في مارس 1963. جاء من السويداء وهي مدينة درزية. في السويداء عمل الشوفي مدرسا. من حل الفرع الإقليمي السوري من قبل ميشيل عفلق وصلاح البيطار في عام 1958 إلى قيامه في عام 1962 تمكن الشوفي من الحفاظ على فرع البعث في السويداء على قيد الحياة بقوته. أصبح معروفا بعلامة تجارية محلية نوعا ما. كمفكر كان مستوحاة من البعثيين اليساريين علي صالح السعدي وياسين الحافظ.
في وقت تعيينه في منصب رئيس مكتب المنظمة كان الشوفي يبلغ من العمر وقتها 36 سنة.  عُيَّن لرئاسة مكتب المنظمة لأن ميشيل عفلق وصلاح البيطار قادة الحزب يعتقدون أنه واحد من أتباعهم المخلصين. على تعيينه ونور الدين الأتاسي في المجلس الوطني لقيادة الثورة كتب سامي الجندي انتقادا: «... هكذا اثنين من التلاميذ المتقاعدين ينضمان إلى المجلس ... على استعداد لإرضاء السيد عفلق ويرجى إرادته». ومع ذلك كان الشوفي خاليا من أي تقديس لقادة الحزب وسوف يصبح زعيم الفصيل الماركسي للحزب. على القيادة الإقليمية التي انتخب فيها في مارس 1963 أصبح الشوفي وأتباعه متحالفين مع فصيل اللجنة العسكرية وهو فصيل يعارض بشدة قيادة عفلق والبيطار.
انتخب المؤتمر الإقليمي الأول (الذي عقد في سبتمبر 1963) الشوفي أمينا إقليميا للفرع الإقليمي السوري وقادته الإقليميين. قدمت اللجنة العسكرية تقريرا إلى المؤتمر الإقليمي الثاني اتهم فيه الشوفي بالمخالفات الانتخابية والفصائل التي جرت خلال المؤتمر الإقليمي الأول بسبب منصبه كرئيس لمكتب المنظمة. في المؤتمر الوطني السادس الشوفي جنبا إلى جنب مع السعدي من العراق والإجراءات التي تسيطر عليها. لم يتمكن عفلق من الاستمرار في منصبه كأمين عام في حين لم يعاد انتخاب البيطار للقيادة الوطنية. عندما تم إطاحة البعثيين العراقيين من السلطة في عام 1963 تم إلقاء اللوم على الحزب الماركسي للحزب بسبب الكارثة. تم طرد الشوفي ومؤيديه من حزب البعث من قبل المؤتمرات الإقليمية والوطنية الاستثنائية (التي عقدت في فبراير 1964).
لم يلعب الشوفي دورا مهما في السياسة الوطنية مرة أخرى إلا بعد الحركة التصحيحية التي جاء فيها حافظ الأسد إلى السلطة. عمل لفترة قصيرة كممثل سوريا الدائم لدى الأمم المتحدة واستقال من منصبه في 27 ديسمبر 1979. بعد ثلاث سنوات في مدينة نيويورك بالولايات المتحدة في عام 1982 أعلن الشوفي إنشاء حكومة في المنفى ودعا التحالف الوطني لتحرير سوريا. كان التحالف الوطني لتحرير سوريا يتكون من 20 عضوا بما في ذلك الإخوان المسلمين. عارضت المنظمة ما اعتبرته الحكومة المناهضة للديمقراطية في سوريا.